# Chen Bishan
Chen Bishan – chińska judoczka.
Srebrna medalistka mistrzostw Azji w 2000. Wygrała MŚ wojskowych w 2002 roku.